# Метрополитен Даляня
Даляньский метрополитен 大连地铁 Dàlián dìtiě — метро в городе Далянь, Китай

## История
8 ноября 2002 года открыта Линия 1, новый участок линии открыт 28 декабря 2008 года. 1 мая 2014 открыта скоростная линия 8 (8 станций, 42,7 км), 22 мая 2015 — Линия 2 (17 станций	20,7 км), 30 октября 2015 — линия 1 (14 станций и 17,7 км), в 2016 открылся новый участок Линии 1 с 8 станциями. На всех станциях установлены платформенные раздвижные двери.

## Открытие
Открыт 1 мая 2003 года, продление линии 28 декабря 2008 года.

## Планы
На данный момент строятся новый участок линии 2 и новые линии 4, 5 и 13.